# Francolí de capell
El francolí crestat (Dendroperdix sephaena) és una espècie d'ocell de la família dels fasiànids (Phasianidae) que habita sabanes, normalment a prop de l'aigua, de l'Àfrica oriental i Meridional, al sud d'Angola i de Zàmbia, Malawi, Tanzània, Uganda, sud-est del Sudan, Etiòpia, Somàlia i Kenya, cap al sud, fins al nord-est de Namíbia, Botswana, Zimbàbue, Moçambic i nord-est de Sud-àfrica. Tradicionalment situat al gènere Francolinus, és l'única espècie del gènere Dendroperdix.